# 马尔方丹
马尔方丹（法語：Marfontaine，法語發音：[maʁfɔ̃tɛn]）是法国上法蘭西大區埃纳省的一个市镇，属于韦尔万区。

## 地名
“方丹”（fontaine）意为“泉”。法语地名通名在“枫丹白露”（Fontainebleau）等少数拥有传统译名的地名中译作“枫丹”，不过在《世界地名翻译大辞典》、《世界地名译名词典》和《法国地图册》等主流地名译名类书籍资料中多译作“方丹”。

## 地理
马尔方丹（49°48'14"N, 3°46'11"E）面积9.21 平方千米，位于法国上法蘭西大區埃纳省，该省份为法国北部内陆省份，北起北部省，西接索姆省和瓦兹省，东临阿登省和马恩省，西南至塞纳-马恩省，东北部与比利时接壤。
与马尔方丹接壤的市镇（或旧市镇、城区）包括：贝尔朗库尔、舍韦讷、弗朗克维尔、勒梅、拉讷维尔乌塞、鲁日里、沃阿里。
马尔方丹的时区为UTC+01:00、UTC+02:00（夏令时）。

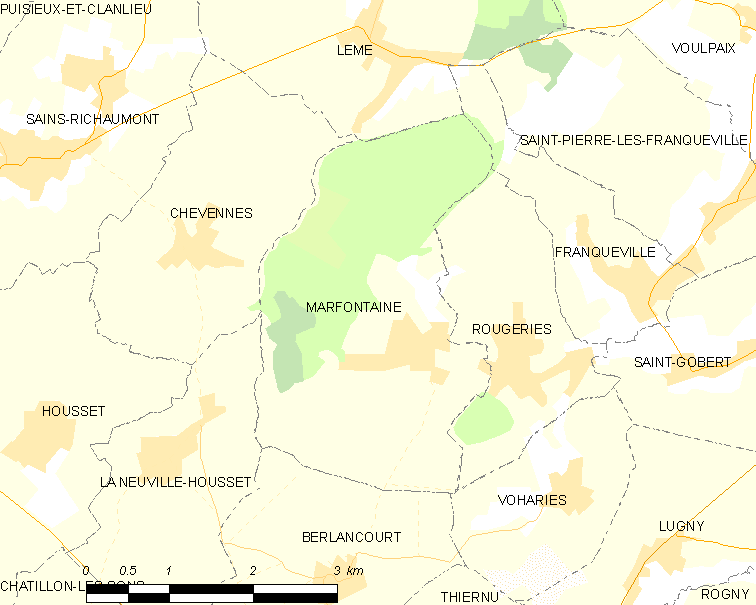
马尔方丹的OSM定位图

## 行政
马尔方丹的邮政编码为02140，INSEE市镇编码为02463。

## 政治
马尔方丹所属的省级选区为马尔勒县。

## 人口

1962-2008年间马尔方丹人口变化图示

马尔方丹于2022年1月1日时的人口数量为82人。